# كايا ستيوارت
كايا ستيوارت (بالإنجليزية: Kaya Stewart)‏ هي مغنية وكاتبة غنائية بريطانية وأمريكية، ولدت في 28 فبراير 2000 في لندن في المملكة المتحدة.

## وصلات خارجية
- الموقع الرسمي
- كايا ستيوارت على موقع ميوزك برينز (الإنجليزية)
- كايا ستيوارت على موقع ديسكوغز (الإنجليزية)